# 澤井香織
澤井 香織（さわい かおり、1978年 ‐ ）は日本の脚本家。東京都出身。武蔵野美術大学造形学部映像学科卒業。東京藝術大学大学院映像研究科映画専攻脚本領域修士修了。

## 主な作品

### 映画
- ラッシュライフ（2009年）
- よるのくちぶえ（2009年）
- シェル・コレクター（2016年）[注釈 1]
- 愛がなんだ（2019年）[注釈 2]
- 影裏（2020年）
- Arc アーク（2021年）[注釈 3]
- かそけきサンカヨウ（2021年）[注釈 4]
- 恋のいばら（2023年）[注釈 5]
- ちひろさん（2023年）[注釈 6]
- アンダーカレント（2021年）[注釈 7]

### テレビドラマ
- ユーミンストーリーズ  第3話「春よ、来い」（2024年3月18日 - 3月21日、NHK総合）
- 特集ドラマ「むこう岸」（2024年5月6日、NHK総合）
- 宙わたる教室（2024年10月8日 - 12月10日、NHK総合）